# Mihai Ignat

Mihai Ignat (n. 5 octombrie 1967, Brașov) este un poet și dramaturg contemporan.

## Studii
După terminarea liceului Unirea din Brașov a absolvit Facultatea de Litere a Universității din București în anul 1995 și masteratul de literatură maghiară modernă și contemporană în 1997 la aceeași universitate. Din 2004 e doctor în literatură română. Teza de doctorat, „Onomastica în romanul românesc”, i-a fost coordonată de profesorul Nicolae Manolescu. Actualmente este profesor universitar la Facultatea de Litere a Universității din Brașov. Membru activ al cenaclului Litere din Facultatea de Litere din București, coordonat de criticul, poetul și prozatorul Mircea Cărtărescu.

## Volume Publicate
POEZIE
- Prezent în antologia Tablou de familie,  alături de Sorin Gherguț, Svetlana Cârstean, Răzvan Rădulescu, Cezar Paul-Bădescu, T. O. Bobe, București, 1995
- Klein, Iași, 1995
- Eu, Pitești, 1999
- Klein spuse, underground, 2001
- Poeme în doi, București, 2003
- kleinpoeme, Brașov, 2004
- Cangrena e un animal de casă, București, 2005
- Klein spuse Klein, Iași, 2006